# Pitcairnia wolfei
Pitcairnia wolfei är en gräsväxtart som beskrevs av Lyman Bradford Smith. Pitcairnia wolfei ingår i släktet Pitcairnia och familjen Bromeliaceae. Inga underarter finns listade i Catalogue of Life.